# 漠河路
漠河路是中華人民共和國上海市寶山區一條東西走向道路，西起克山路，東至東林路，全長1600米，寬7米至25米。為瀝青路面，修築於1980年。當時路名為北一路。1981年更名為漠河路，路名來自於黑龙江省漠河。